# McCaw Ridge
McCaw Ridge är en bergstopp i Antarktis. Den ligger i Västantarktis. Argentina, Chile och Storbritannien gör anspråk på området. Toppen på McCaw Ridge är 809 meter över havet.
Terrängen runt McCaw Ridge är kuperad åt nordost, men åt sydväst är den platt. Trakten är obefolkad. Det finns inga samhällen i närheten.